# 牛庄乡 (临泉县)
牛庄乡，是中华人民共和国安徽省阜阳市临泉县下辖的一个乡镇级行政单位。

## 行政区划
牛庄乡下辖以下地区：
牛庄村、刘桥村、李寨村、宁大村、定庙村、腾庄村、二冯村、李凤村、孔庄村、郭营村、刘楼村、齐庄村和于老村。